# Grifola gargal
Grifola gargal es una especie de hongo poliporo en la familia Meripilaceae. Encontrado en Chile,  este fue descrito como nuevo para la ciencia en 1969.